# Malik

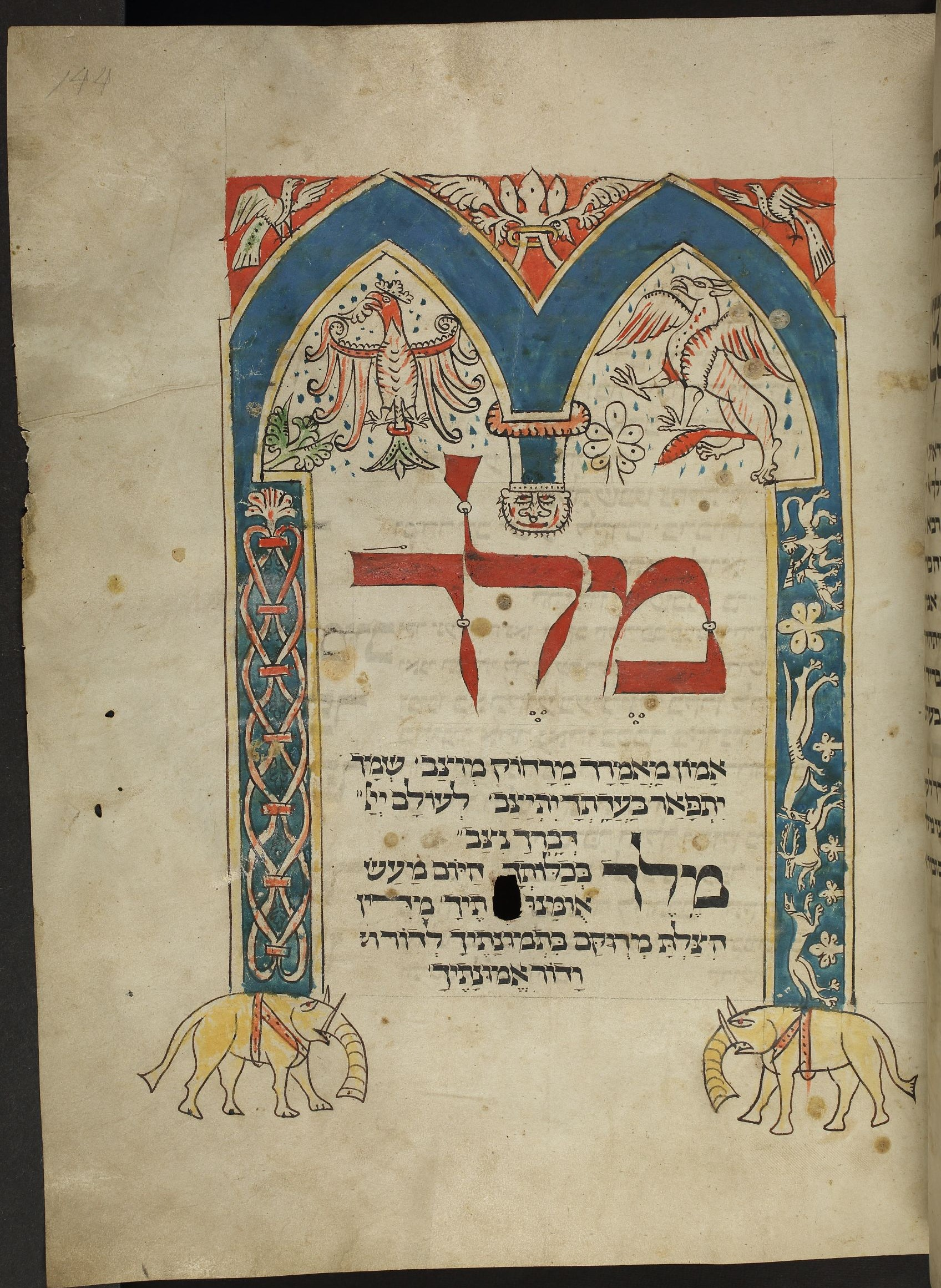
El comienzo del creador para el segundo día de Darash Hashaná, "Malej Amón de su artículo", por el rabino Shimon Bar Yitzchak, decorado e ilustrado, de los manuscritos de la Universidad de Leipzig B.H.

Malik (en árabe: مَلِك‎, romanizado: malik) es una palabra que significa «rey» en árabe, así como en otras lenguas orientales. 

## Uso en política
Básicamente el malik es el monarca que gobierna un reino (mamlaka); no obstante, el término también se usa de forma más lata para designar a líderes de rango inferior, como en Sahib al-Mamlaka, o a jefes tribales (como en el idioma pashtu). 
Reinos árabes gobernados actualmente por un malik:
- Baréin, anteriormente bajo un hakim al-Bahrayn ('gobernador de Baréin'); desde el 16 de agosto de 1971, fue un emirato; desde el 14 de febrero de 2002 se tiene un malik al-Bahrayn ('rey de Baréin').
- Jordania, anteriormente emirato de Transjordania.
- Marruecos, anteriormente sultanato.
- Arabia Saudí. El 10 de junio de 1916 el Gran Jerife de La Meca asumió el título de Rey del Heyaz (Hiyaz); desde el 29 de octubre de 1916, «Rey de los Árabes y Comendador de los Creyentes»; reconocido desde el 6 de noviembre de 1916 por las potencias aliadas solamente como rey del Heyaz, Comendador de los Creyentes, Gran Jerife y emir de La Meca; también asumió el título de califa en 11 de marzo de 1924; desde el 3 de octubre de 1924: rey del Heyaz y gran jerife de La Meca; 22 de septiembre de 1932 Heyaz y Néyed se unen como Reino de Arabia Saudí; título completo: Malik al-Mamlakat il-ʿArabīyat is-Saʿūdīya ("Rey del Reino de Arabia Saudí"); desde 1986 se añade al nombre: Jādim al-Ḥaramayn aš-Šarīfayn («Servidor —Protector— de los Dos Altísimos Santos Lugares [La Meca y Medina]»).

Otros reinos históricos gobernados por un malik eran:
- Egipto, antes jedivato y sultanato, desde el 16 de marzo de 1922 Malik Miṣr («Rey de Egipto»); desde el 19 de octubre de 1951 Malik Miṣr wa's-Sūdān («Rey de Egipto y del Sudán Anglo-Egipcio»); hasta la llegada de la república el 18 de junio de 1953.
- Irak, desde el 23 de agosto de 1921 Malik al-ʿIrāq hasta el 2 de mayo de 1953.
- Libia, sólo Idris I (n. 1890 - m. 1983) (Sayyid Muhammad Idris as-Sanusi) del 24 de diciembre de 1951 al 25 de abril de 1963: Malik al-Mamlakat il-Lībiyāʾ al-Muttaḥida («Rey del Reino Unido de Libia»); luego hasta el 1 de septiembre de 1969: Malik al-Mamlakat il-Lībiyā («Rey del Reino de Libia»).
- La dinastía Nabhani desde 1154 en Omán, más tarde un imanato/sultanato.
- Yemen, anteriormente un imamato, aproximadamente entre el 2 y el 27 de septiembre de 1962, y en disidencia hasta marzo de 1970: Imām al-Muslimīn, Amīr al-Muʾminīn, Malik al-Mamlakat il-Mutawakkilīyat il-Yamanīya («Imam de los Musulmanes, Emir de los Creyentes, Rey del Reino Mutawakkilí Yemení»).

En la India mogol y colonial, el principado de Zainabad estaba gobernado por un Malek Shri (Shri es simplemente una distinción honorífica enfática sin significado intrínseco). 
El título de malik también se ha usado para otros cargos principescos y de menor rango, incluso en otros idiomas que han adoptado préstamos del árabe, principalmente, aunque no exclusivamente, en culturas musulmanas.
- En Armenia, país de cultura cristiana, el título de melik era concedido a príncipes que gobernaban diversos principados del país, que eran denominados frecuentemente melikatos.

## Uso militar
Como muchos títulos de alcurnia, también ha sido usado como grado militar, sobre todo en algunos ejércitos musulmanes en la India organizados decimalmente, como un alto oficial al mando de 10 000 caballeros (cada 1000 bajo mando de un emir) y estando 10 maliks bajo el mando de un khan.

## Uso religioso
- También es uno de los «99 Nombres de Dios», y así es llamado al-Malik (الملك) o «El Rey» en sentido absoluto (marcado por el artículo definido), significando el «Rey de Reyes», por encima de todos los gobernantes terrenales.
- Según las creencias islámicas, Mālik (مالك) es un terrible ángel que guarda y mantiene el fuego del Infierno asistido por 19 esbirros (zabanīya) o guardianes. En el Corán (sura 43, 77) Mālik les dice a los condenados que le imploran que deben permanecer en el Infierno para siempre, pues «aborrecieron la Verdad cuando ésta les fue presentada».
- La palabra hebrea análoga, melej también designa un ángel-príncipe (arcángel).

- Datos: Q849545